# Huis te Nieuwkoop
Het Huis te Nieuwkoop of Hooghe Huys is een vrijstaande toren in het centrum van het Nederlandse dorp Nieuwkoop, provincie Zuid-Holland. De toren was oorspronkelijk onderdeel van de 17e-eeuwse woning van de heer van Nieuwkoop. Sinds 1973 is de toren een rijksmonument.

## Geschiedenis
De heerlijkheid Nieuwkoop werd in 1617 gekocht door Johan de Bruyn van Buytenwech (1590-1657). In tegenstelling tot zijn voorgangers besloot hij zich actief te bemoeien met het bestuur van de heerlijkheid. Om dat te kunnen doen, ging hij ook een deel van het jaar in Nieuwkoop wonen. Johan liet daartoe in 1618 het Gemeenlandsraadhuis bouwen, bestaande uit vergaderruimtes voor de raadslieden en een woongedeelte. In 1627 werd door Johan aan de achterzijde een vierkante toren toegevoegd, waarschijnlijk bedoeld om zijn status als heer van Nieuwkoop mee te benadrukken. Voor de raadslieden liet hij in 1628 even verderop het reghthuys bouwen, waardoor het Gemeenlandsraadhuis nu volledig beschikbaar kwam als woning voor Johan en zijn echtgenote Cornelia van Duyveland.
De eerste problemen met de toren deden zich al voor in de 17e eeuw. In 1640 werd bij een restauratie een tweede huid van een halve baksteen tegen de toren aangebracht. Hierbij werd ook meteen het alliantiewapen van Johan en Cornelia ingemetseld in de oostgevel. 
In de 18e eeuw raakte het huis in verval. De woongedeeltes werden in de 19e eeuw afgebroken waardoor alleen de toren overbleef. Ook voor de toren waren er sloopplannen, maar toch volgde er in 1843 een restauratie.
In 1927 werd de torenfundering vernieuwd. De toren stond op dat moment bijna een meter uit het lood en moest met vijzels worden rechtgezet.
Restauraties volgden in de jaren 1955-1958 en in 1995. Bij de restauratie in de jaren 50 vonden tevens opgravingen plaats, waarna de plattegrond van het oorspronkelijke gebouw kon worden gereconstrueerd.

## Beschrijving

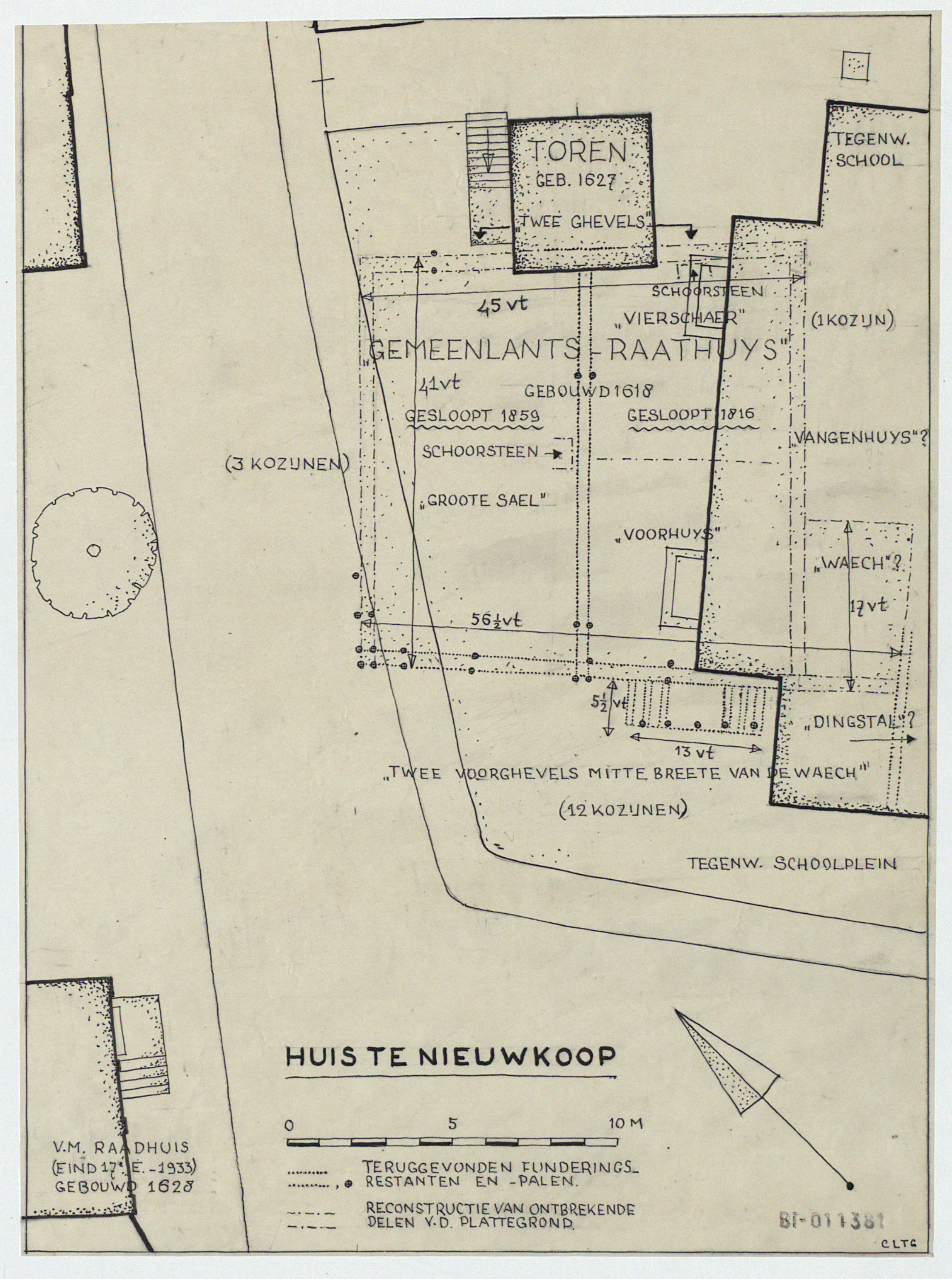
Reconstructie van de plattegrond van het 17e-eeuwse Huis te Nieuwkoop

Het in 1618 gebouwde Gemeenlandsraadhuis bestond uit twee evenwijdige vleugels met trapgevels. In dit gebouw bevonden zich vergaderruimtes en een woonruimte. Vanaf 1628 was het gehele gebouw in gebruik als woonruimte. In totaal was het raadhuis ongeveer 14 bij 15 meter groot.
De huidige toren is in 1627 aan de achterzijde van het raadhuis toegevoegd. De woonruimtes zijn wegens bouwvalligheid in gedeeltes afgebroken, namelijk in 1816 en 1859. Ondanks sloopplannen bleef de toren gespaard. 
De in renaissancestijl gebouwde toren heeft een vierkante vorm en een hoogte van 35 meter. Het dak wordt gevorm door een achtkantige houten opbouw met een peervormige bekroning. In de opbouw bevindt zich een klokkenstoel. Rondom is een balustrade aangebracht.